# 후타바샤
주식회사 후타바샤(株式会社双葉社)는 도쿄도 신주쿠구에 본사를 둔 일본의 만화 출판사이다.

## 개요
1948년 5월에 설립. 처음에는 대중오락 노선을 추구했었으나 잡지, 만화부터 신간이나 문고, 단행본 같은 서적까지 다양한 분야를 가리지 않는 출판사가 되었다.

## 참고 문헌
- 岩川隆 《ノンフィクションの技術と思想》 PHP研究所, 1987년, ISBN 4569219195
- 《活字秘宝 この本は怪しい!!! 日本一のモーレツ・ブックガイド》 洋泉社, 1997년, ISBN 489691287X
- 塩澤実信 《出版社を読む 生彩を放つ出版人たち》 新風舎, 1998년, ISBN 4797408421
- 橋本直樹 《コミックマニュアル》 ミオシン出版, 1999년, ISBN 4887018509
- 塩澤実信 《比較日本の会社 出版社 2002年度版》 実務教育出版, 2000년, ISBN 4788918870
- 新保信長 編集 《消えたマンガ雑誌》 メディアファクトリー, 2000년, ISBN 4840100063
- 塩澤実信 編集 《本は死なず 売れる出版社の戦略に迫る》 展望社, 2001년, ISBN 4885460816
- 江下雅之 《マンガ古書マニア 漫画お宝コレクション1946〜2002》 インターメディア出版, 2002年, ISBN 4901350196
- 岡崎英生 《劇画狂時代 「ヤングコミック」の神話》 飛鳥新社, 2002년, ISBN 4870315203
- 塩澤実信 《出版社大全》 論創社, 2003年, ISBN 4846005437